# Roni Porokara
Roni Porokara, född 12 december 1983 i Helsingfors, är en finländsk före detta fotbollsspelare. 

## Klubbkarriär
Porokara spelade till och med februari 2008 i FC Honka i finska högsta divisionen Tipsligan. Han blev i februari 2008 värvad till Örebro SK efter att ha varit på provträning hos klubben tidigare under försäsongen. Porokara anses av många vara en snabb och duktig anfallare med stora potentialer. Efter att ha deltagit en träningscup för Örebro SK i slutet av januari där Porokara gjorde succé försökte Örebro SK att köpa loss Porokara från FC Honka vilket skedde den 11 februari 2008. Den 7 december 2010 skrev Porokara på för den belgiska klubben Germinal Beerschot, kontraktet var på 3,5 år och började att gälla i januari 2011.
Under 2015 avslutade Porokara sin karriär på grund av skadebekymmer.